# Swift & Company
Pour les articles homonymes, voir Swift.
Swift & Company, ou simplement Swift, est une importante entreprise américaine, longtemps spécialisée dans la préparation et la commercialisation de viande de boucherie, célèbre par ses immenses abattoirs de Chicago (les Union Stock Yards).
Depuis 1973, Swift & Co. a successivement fait partie de la holding Esmark et du conglomérat agroalimentaire ConAgra Foods, avant d'être racheté en mai 2013 par le brésilien JBS,.

## Historique

### Débuts et expansion
L'entreprise Swift & Company est créée en 1855 par Gustavus F. Swift, issu d'une famille de bouchers du Massachusetts. En 1875, Swift commence à acheter du bétail à Chicago pour l'expédier en Nouvelle-Angleterre. Rapidement, il saisit l'occasion de transporter de la viande fraîche dans des wagons réfrigérés qui viennent d'être mis au point, depuis Chicago vers les marchés de la côte Est. Son entreprise établit un réseau de bureaux qui lui permet de contrôler la distribution de la viande à travers tous les États-Unis. En 1886, Swift & Company emploie 1 600 salariés et abat plus de 400 000 têtes de bétail par an. En 1900, la société ouvre une boutique à Londres
En 1903, à la mort de Gustavus F. Swift, l'effectif de l'entreprise atteint 23 000 personnes et elle possède des abattoirs à Chicago, Kansas City, Omaha, Saint-Louis, etc. À eux seuls, les abattoirs des Union Stock Yards à Chicago emploient 5 000 salariés,.

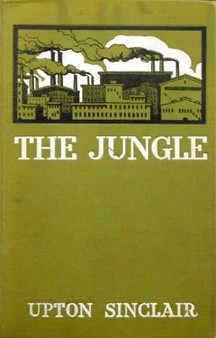
La Jungle.

En 1905 sort La Jungle, roman dans lequel les conditions de travail au sein des abattoirs tels que ceux de Swift & Company fait scandale et pousse Swift & Company à lancer en 1915 un programme de « sécurité d'abord » (safety first) qui permet de réduire les accidents de travail de 50%.
En 1905 s'ouvre le procès Swift and Company v. United States dans lequel Swift & Company est visé par la cour suprême des États-Unis dans l'affaire du Beef trust : Sur la base du Sherman Antitrust Act, Swift & Company est accusé avec cinq autres producteurs de bœuf (Armour, Morris, Cudahy, Wilson, Schwartzchild) de manipulation des prix, de mise à l'écart des concurrents, d'avoir recours à de faux appels d'offres, et de bénéficier de prix de transports trop avantageux. Ces six entreprises cumulaient un revenu de $700 millions par an et contrôlaient la moitié du marché national. Ce procès a mené la mise en place du Pure Food and Drug Act et du Meat Inspection Act.
En 1908, les usines Swift abattent 8 millions de têtes de bétail et l'entreprise possède une flotte de 5 000 wagons réfrigérés. À la veille du krach de Wall Street de 1929, Swift & Company est l'une des plus grandes entreprises américaines avec 55 000 salariés et un chiffre d'affaires de 700 millions de dollars.
Swift & Company commercialise également des produits d'alimentation comme de la margarine, du beurre, du fromage, et du peanut butter.

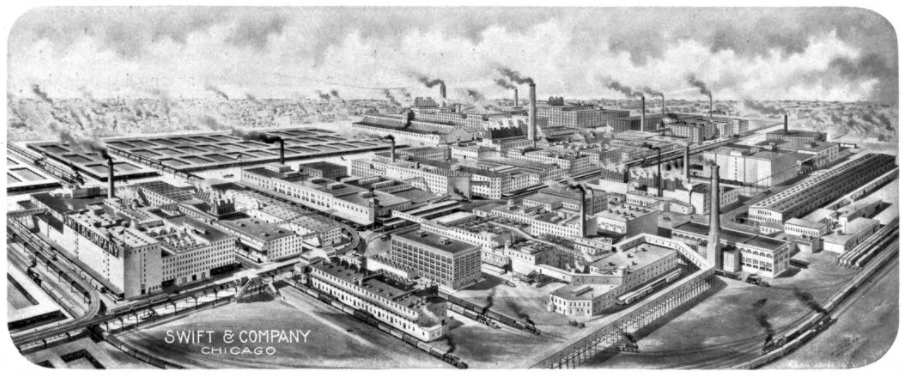
Usine de Swift & Company à Chicago vers 1905

### Après-guerre et diversification
Les abattoirs de Union Stock Yards ferment en 1953, mais le siège de Swift & Co. demeure à Chicago. L'entreprise diversifie ensuite ses activités dans le secteur agroalimentaire et commercialise des produits tels que la saucisse Swift's Brown 'N Serve et la dinde congelée Butterball.
En mai 1971, l'ERP, un groupe guérillero argentin, enlève Stanley Sylvester, consul honorifique du Royaume-Uni et dirigeant de l'entreprise Swift à Rosario, qui est ensuite libéré contre un certain nombre de garanties sociales. L'ERP exigea que l'équivalent de plus de 20 000 dollars, en nourriture et en habits, soit donné aux pauvres, ainsi que de meilleures conditions de travail, Swift ayant licencié une grande partie des 15 000 ouvriers de l'usine de Rosario fin 1970.
En 1973, elle passe sous le contrôle de la holding Esmark et abandonne Chicago pour le Texas, le groupe s'étant diversifié dans le pétrole et les assurances.
En 1980, Esmark se sépare de son activité pétrole, et en 1982, après une scission d'entreprise, l'activité viande fraîche est renommée Swift Independent Packing Company (SIPCO).
En 1987, Swift & Company est revendu au conglomérat ConAgra Foods pour une somme non-communiquée. Après ce rachat, en 1989, Conagra fusionne Swift et Monfort Inc. et les relocalise à Greeley dans le Colorado. En 1994, la structure est renommée Swift & Company. 
En 2002, les divisions bœuf, porc, mouton, ainsi que la branche australienne du groupe Conagra, font l'objet d'une scission d'entreprise et sont reconsolidées sous la société Swift & Company, qui est ensuite cédée en octobre 2004 à la société à capitaux privés Hicks, Muse, Tate & Furst Inc. pour $194 millions.
En mai 2013, Swift & Company, alors 3e producteur de bœuf aux États-Unis, est racheté par le brésilien JBS pour $1,4 milliard,.